# Йонас Басанавичус
Йо́нас Басана́вичус (литовски: Jonas Basanavičius, руски и български: Иван Басанович, 23 ноември 1851, Ожкабаляй, Русия – днес Литва – 16 февруари 1927, Вилно) е литовски лекар, учен, политик, деец на литовското национално възраждане, български общественик. Основател на първият вестник на литовски език „Аушра“ (Aušra, „Зора“), забранен в царска Русия. Той е сред инициаторите и председател на конгреса на литовците, Великия Вилнюски сейм, по време на първата руска революция (1905). Създател и председател на Литовското научно дружество (1907), редактор на изданието му „Lietuvių tauta“ („Литовската нация“). След Октомврийската революция, като член на Съвета на Литва, подписва Акта за независимостта на страната на 16 февруари 1918.

## Биография
Роден е през 1851 г. в литовско католическо земеделско семейство в Августовска губерния на Конгресна Полша, Руска империя. След Януарското въстание получава средно образование в Мариямполски окръг, което е рядко явление за литовец. Заминава за столицата, където се записва в историко-филологическия, но скоро се премества в медицинския факултет на Московския университет. 
Работи като лекар в Литва, а от 1878 до 1882 г. – в Княжество България като главен лекар на болницата в Лом-Паланка. От 1882 до 1884 г. специализира медицина в Прага и Виена. Завръща се в България през 1884 и работи като околийски лекар в Елена. През 1892 г. е назначен за старши лекар на държавната болница във Варна, на мястото на д-р Ангел Пюскюлиев.
Живее във Варна на ул. "Панагюрище" от 1898 до 1905 г. Участва в българския политически живот като член на Варненския градски съвет и на Демократическата партия. Присъства на конгресите на партията през 1903 г. в София и през 1905 г. От 1902 г. е действителен член на Българското книжовно дружество (Одрин и Цариград). Публикува в българския печат.
През 1902 година е член на Варненското македоно-одринско дружество. На 8 юли 1902 г. докладва пред общинския съвет за нуждата да се култивират сенчести алеи за разходка в приморската градина. По негова идея е изградена втората част на Морската градина във Варна. Носител е на почетен медал „За граждански заслуги” IV степен за принос в развитието на здравеопазването, балнеолечението и санитарното дело в България.
През 1905 г. продава своето имущество във Варна и се завръща в Литва, където изиграва важна роля в националното възраждане, довело до обявяването на независимостта на страната през 1918 г. Публикува над 40 труда по литовска история, култура, фолклористика, филология.
В негова чест е наречена улица „Д-р Иван Басанович“ във Варна.

## Творчество
- Материали за санитарната етнография на България. Министерство на народното просвещение. Държавна печатница, София 1892 г.[14]